# آش دوغ (قزوین)

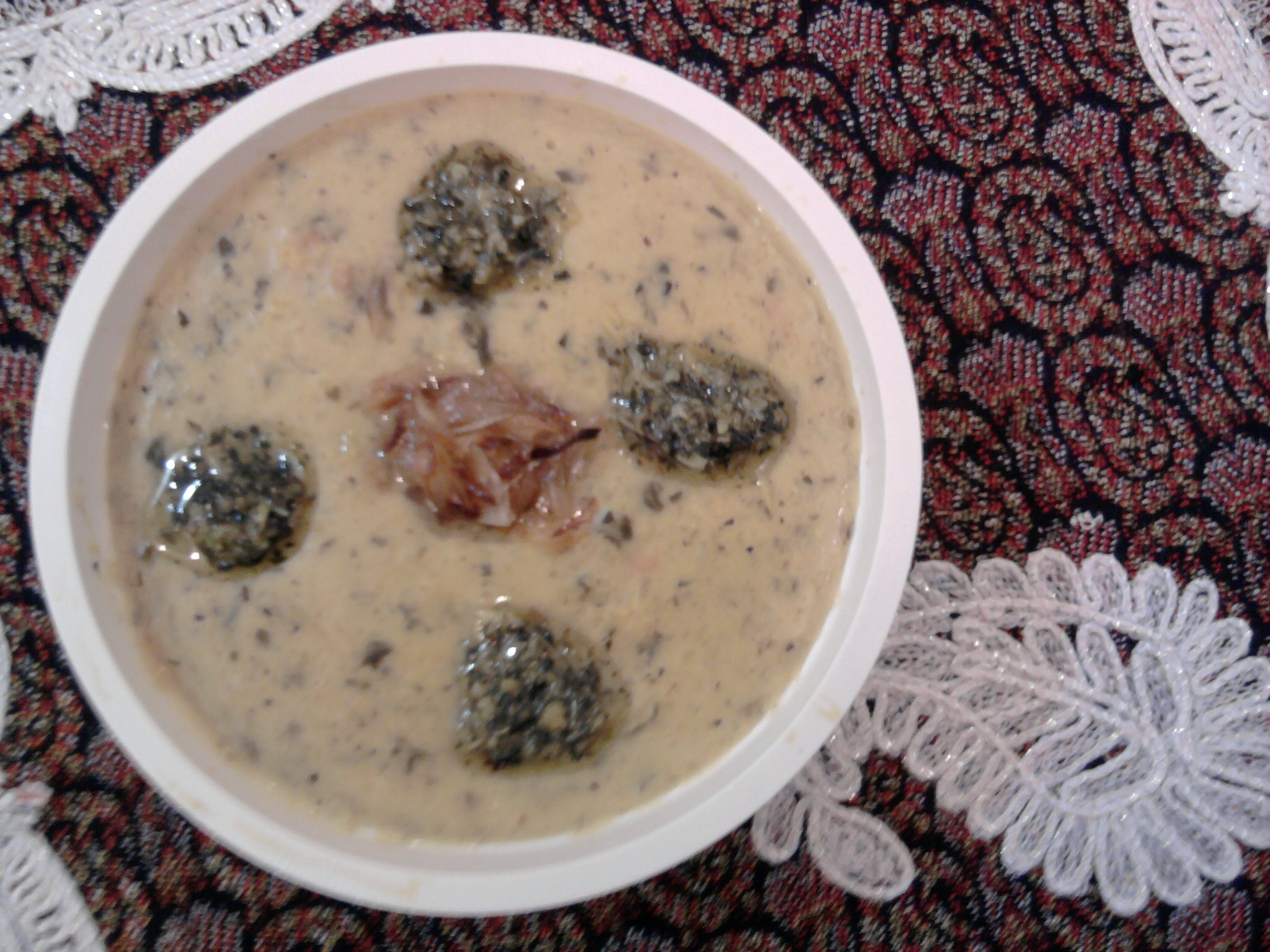
آش دوغ - مختص منطقه قزوین

آش دوغ مخصوص قزوین از انواع آش‌های سنتی قزوین است. این آش بر خلاف آش دوغ دیگر مکان‌های آذربایجان دارای حبوبات بوده و رنگی مایل به سبز دارد.

## مواد لازم
- لوبیا چیتی
- نخود
- لوبیا قرمز
- برنج
- سبزی آشی
- پیاز داغ
- سیر و نعنا داغ
- پودر آویشن
- گوشت قلم به همراه آب آن
- سیر خام
- دوغ قزوین (نوعی ماست چکیده به همراه نمک)
- روغن، نمک، فلفل، زردچوبه (به مقدار دلخواه)